# Jeremy Davies (exorcista)
O padre Jeremy Davies (1935 - 5 de novembro de 2022) foi um padre católico romano inglês e ex-médico.  Ele foi um exorcista líder e foi co-fundador da Associação Internacional de Exorcistas.

## Vida
Davies estudou Literatura Inglesa no St Edmund Hall, Oxford, e estudou Medicina no St Bartholomew´s Hospital, Londres. Ele se formou em medicina em 1967, depois trabalhou em hospitais de missão na Guiana, Nigéria e Gana. 

## Ministério ordenado
Davies foi ordenado sacerdote católico romano em 1974. O padre Davies foi nomeado exorcista da Arquidiocese de Westminster, na Grã-Bretanha, em 1987. Ele passou quatro meses em aprendizagem e vem realizando exorcismos desde então.     
Em 1993, ele co-fundou, juntamente com o padre Gabriele Amorth e quatro outros, a Associação Internacional de Exorcistas, que agora tem centenas de membros em todo o mundo. 

## Citações
- Sobre exorcismos: "Há pessoas necessitadas e a Igreja está lidando com o problema de maneira mais eficaz". [3]